# Brocken
A Brocken avagy Blocksberg a Harz és egyben Észak-Németország legmagasabb pontja. A csúcs és környéke része a Harz Nemzeti Parknak. Különleges éghajlati adottságokkal és ennek megfelelően növény- és állatvilággal rendelkezik.

## Földrajza

### Fekvése

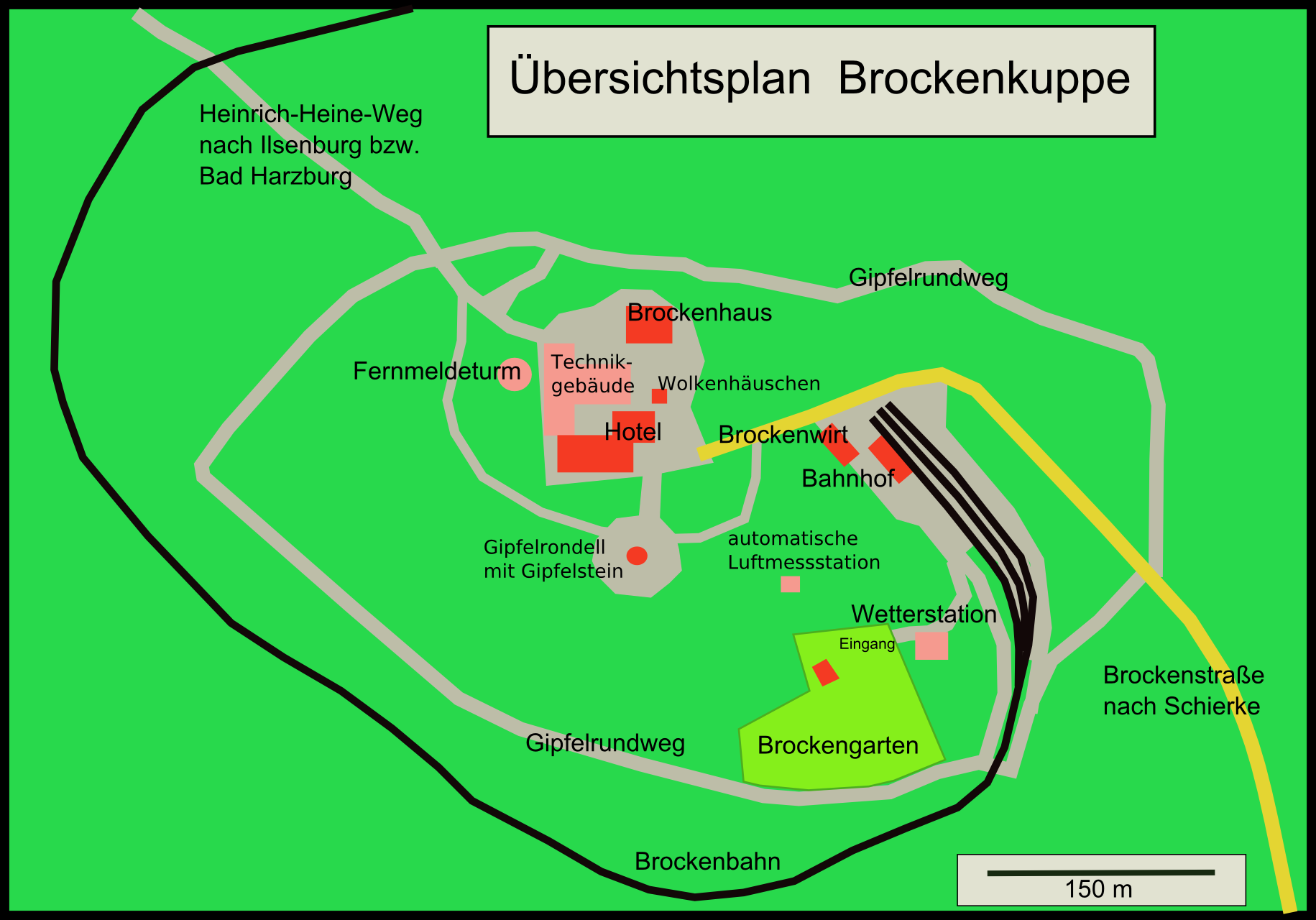
A csúcs és környéke

A Brocken a Központi-Harzban helyezkedik el, a Brocken-masszívum központi és legmagasabb tagja. A hegyre inkább illik a tető, mintsem a csúcs kifejezés, ugyanis elég lapos. Számos mellékcsúcsa is van, és csak a hegy és környéke nyúlik 1000 méter magasság fölé. A relatív kiemelkedése 856 méter a környezetétől. Ezzel domináns csúcs igen nagy környezetben, észak és nyugat felé teljesen uralja a látóhatárt, míg kelet felé csak 222 km-re, a Fichtelberg emelkedik hasonló magasságba az Érchegységben. Maga a csúcs Szász-Anhalt tartomány legnyugatabbi sarkában található.
A hegység fontos forrásvidéke jó néhány kisebb folyónak, úgymint a Bode, Ecker, Ilse és az Oder. Ezen folyók a két nagy északi folyórendszerbe tartoznak, az Elba és a Wesert táplálják.
Napjainkban igen fontos és jelentős turistacélpont, köszönhetően jó helyzeti fekvésének, a kitűnő megközelíthetőségének, valamint annak, hogy az egyedüli igazi hegység egész Észak-Németországban. Mivel a csúcs teteje már kopár, így remek kilátópont, széles panoráma tárul a nézelődő szeme elé.

### Éghajlata

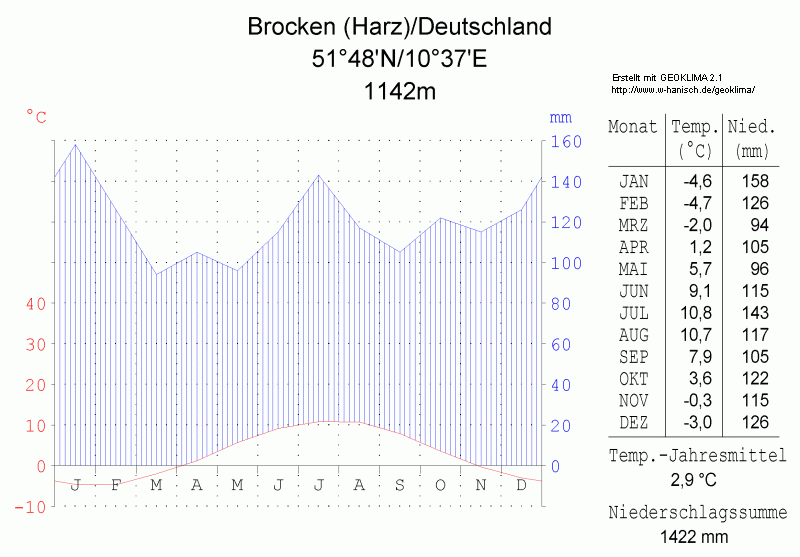
Klímadiagramm

A Brockennek extrém klímazonális, vagy igen erős mikroklímája van. Ez azt jelenti, hogy a csúcs teteje jóval hűvösebb, de főleg csapadékosabb, mint azt helyzete és magassága indokolná. Hosszú, hideg és havas tél, valamint rövid és hűvös nyár jellemzi. A téli félévben kifejezetten vastag hótakaró szokott kialakulni. Az évi csapadékösszeg is egyedülállóan magas, meghaladja 1600 mm-t. Ez a legdélebbi pont ezen a magasságon Európában, ahol ilyen magas összeg előfordul. Érzékeltetésül, a hasonló magasságú Kékestetőre évi kb. 800 mm eső hull, vagyis csak a fele. Szintén jóval alacsonyabb az évi középhőmérséklet a megszokottnál, mindössze 2,9°C (Kékes: kb. 6°C). Szintén igen gyakoriak az erős viharok és a felhős, ködös, csapadékos napok. Emiatt a klíma olyan, mint 1600-2200 méter magasan lennénk, vagy mint Izland éghajlata. Szintén ennek köszönhető, hogy a csúcs már kopár, ugyanis a fahatár 1000 méter magasság körül van.
Pár példa az extrém értékekre:
- az év 306 napján köd
- átlagosan 176 napos hótakaró

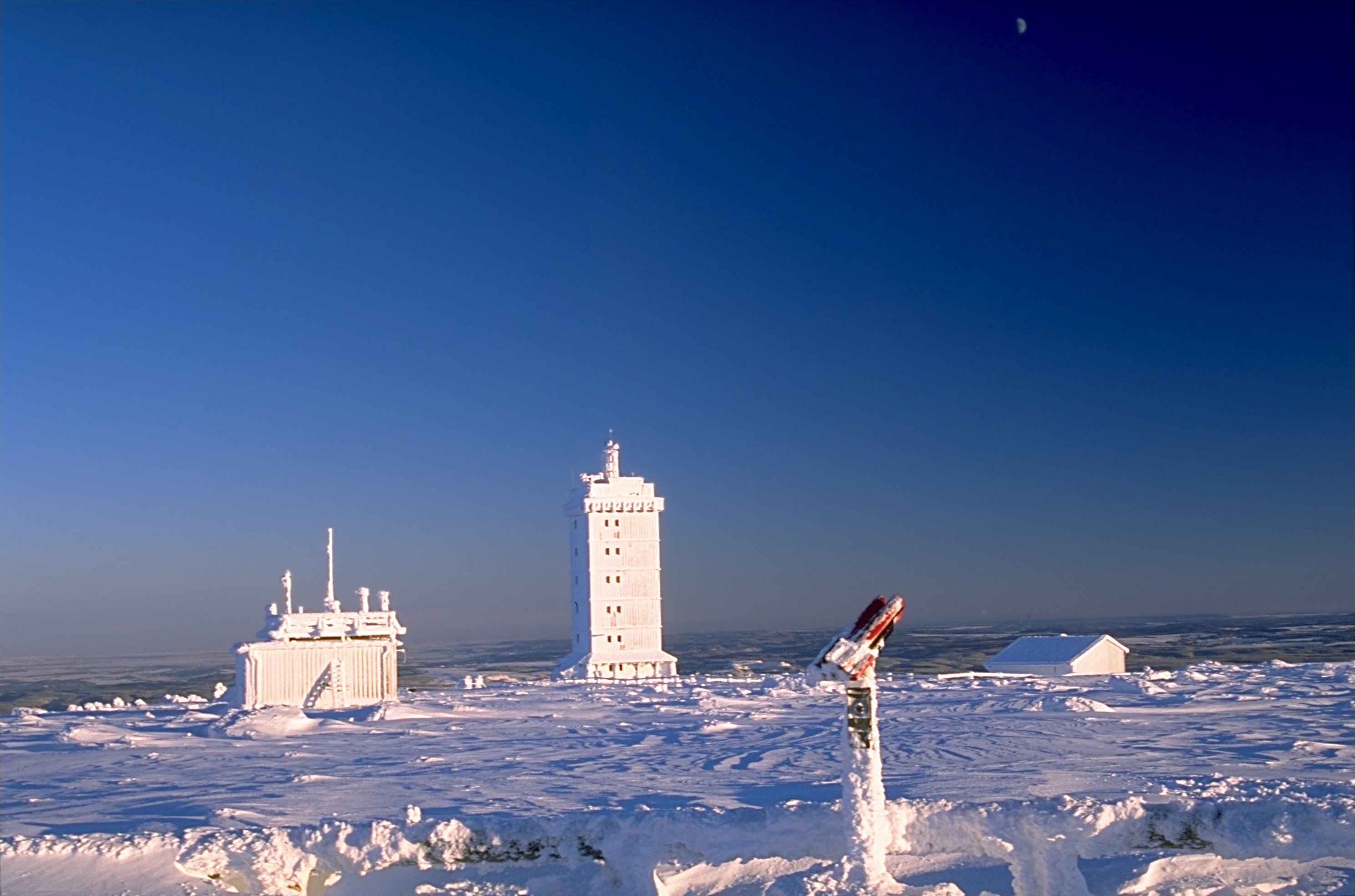
A téli Brocken

- az év 85 napján 0°C alatt marad a hőmérséklet
- télen akár −28°C is előfordulhat
- évi átlagos hőmérséklet 2,9 °C
- évi átlagban 1610 mm csapadék
- a legmagasabb mért széllökés 263 km/h

### Növényvilág

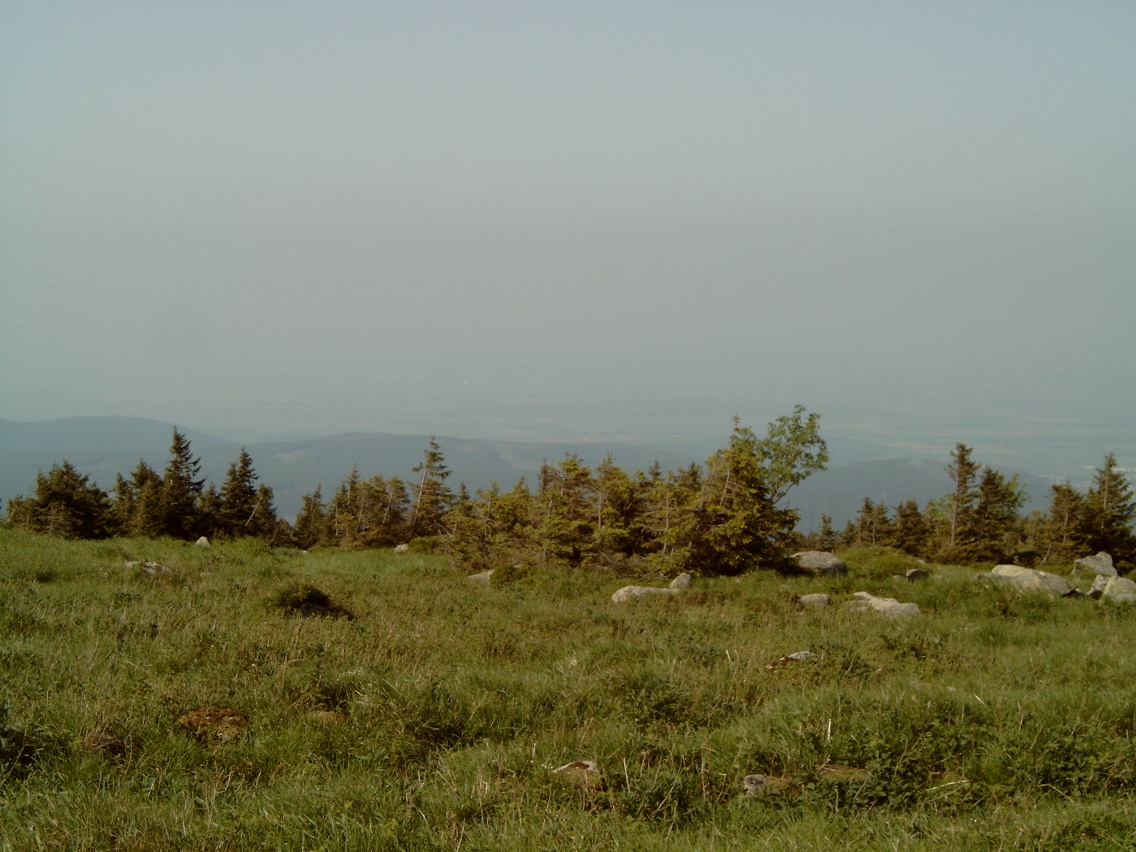
Brocken, fahatár

A speciális tulajdonságok miatt a Brocken számos ritka fajnak ad otthont. Tekintve, hogy a csúcs környezete a szubalpin vegetációs zónába esik, a növényvilág is ehhez alkalmazkodott, zömében hidegtűrő és nedvességet kedvelő növényeket találunk itt. Az 1890-ben alapított Brockengarten (magyarul: Brocken-kert) bemutatja a látogatóknak és érdeklődőknek a különlegességeket.
Ezen tipikus jellegzetességek miatt számos olyan növény található itt, amik egyébként csak Skandináviában vagy az Alpokban fordulnak elő, Észak-Németország más területein egyáltalán nem. Többek között a havasi kökörcsin, különböző hölgymálfélék, palástfű, vérontófű. A mocsaras, lápi területen előfordulnak aszatok, valamint nyírfélék.

### Állatvilág
Úgyszintén jó néhány állatfaj itt találja meg megfelelő életterét és életfeltételét, amelyek máshol nem a környéken, így e szempontból is különösen értékesnek minősül a terület. Itt költ többek között havasi pityer, vagy az örvös rigó. Találkozhatunk többek között itt az elevenszülő gyík egyik sötét színű változatával (Anthus aquaticus). Előfordul még gyepi béka (Rana temporaria). Ugyancsak gazdag rovarvilág színesíti a csúcs élővilágát, főként bogarak, például a futrinkafélék, vagy a több száz féle pillangó. A káposztalepkének egészen különleges életciklusa fejlődött ki itt, szemben az alföldi területek évenkénti kétszeri szaporodásával, itt csak egy generáció születik egy év alatt.
Találhatunk még jégkorszaki reliktumi emlősöket, úgymint a havasi cickányt, vagy madarakat, mint például az északi denevér és az örvös rigó (Turdus torquatus).

## Történelem
A Brocken első megemlített megmászása az 1572-es évhez köthető. Johannes Thal nordhauseni orvos, aki 1542 és 1583 között élt, ebben az évben adta ki az első leírást egy könyv alakjában a csúcs flórájáról. Gróf Christian Ernst zu Stolberg-Wernigerode, Wernigerode grófja építtetett 1736-ban egy hegyvidéki menedékházat (Wolkenhäuschen) a tetőn, majd a Brocken egyik mellékcsúcsát a fiáról, Heinrich Ernstről nevezte el Heinrichhöhenek. Ez egyébként 1040 méter magas. Az első vendégház a magán a csúcson 1800-ban épült.
A híres német matematikus, Carl Friedrich Gauss is felhasználta vizsgálataihoz a hegyet, mivel innen végezte 1821 és 1825 között a háromszögelő kísérleteit a Hoher Hagen, a Großer Inselberg és a Brocken között. A porosz vezérkar 1850 végezte el a még mai is érvényben lévő magasságmérést a hegyen, miszerint a Brocken 1141,1 méterrel emelkedik a tenger szintje fölé.

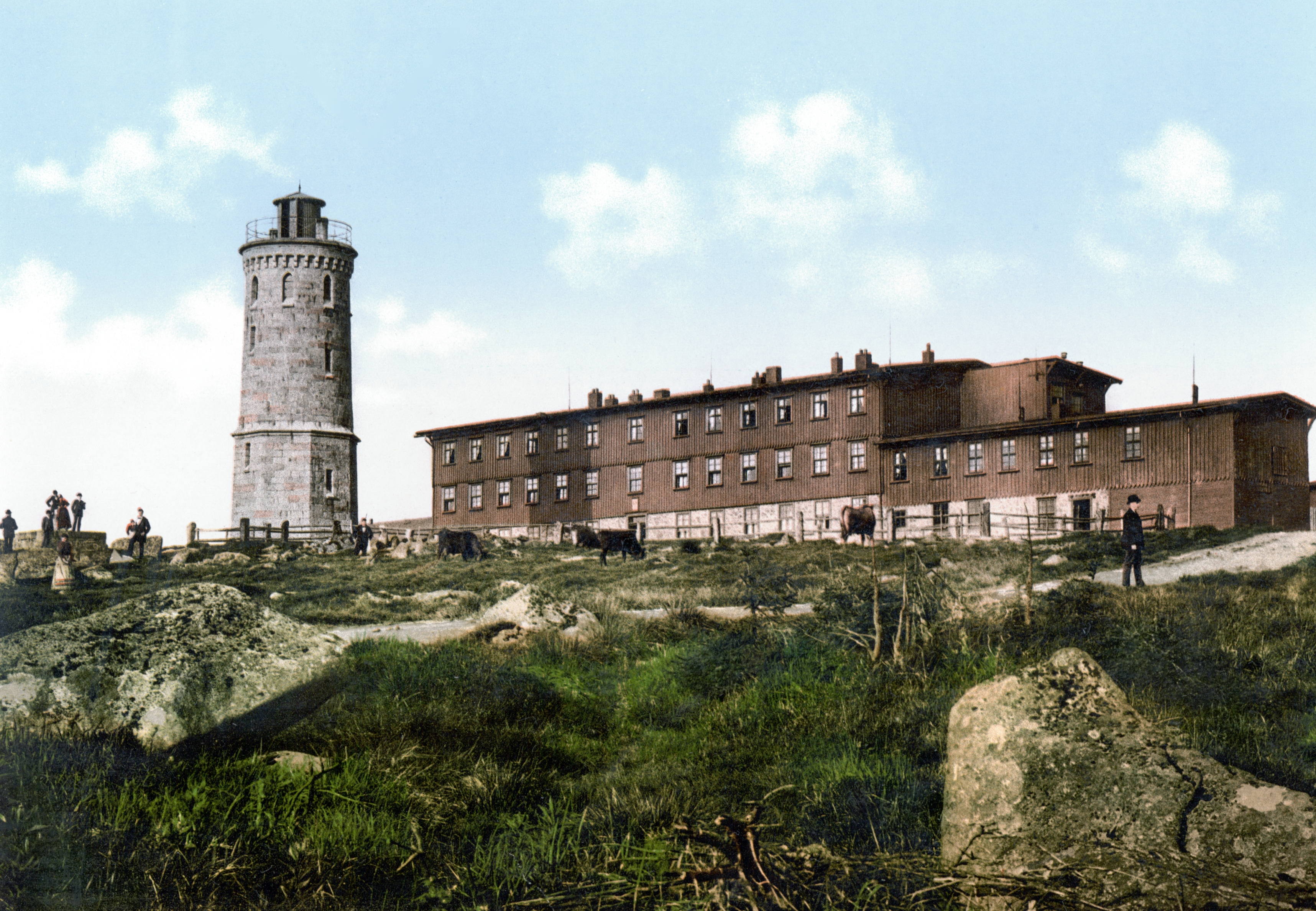
A Brockenhotel 1900 körül

Az 1800-ban emelt vendégház 1859-ben leégett, és 1862-ben immáron mint hotel (Brockenhotel) lett újjáépítve. A göttingeni Albert Peter professzor hozta létre 1890-ben a Brockengartent, a hegyen lévő kertet, ami az első alpesi kert kert volt akkoriban Németországban. A Stolberg-Wernigerode-ok által birtokolt fejedelmi házból 4600 m² tulajdonrészt alakítottak ki nyilvános megtekintésre. Az első meteorológiai állomást 1895-ben telepítették a hegyre.

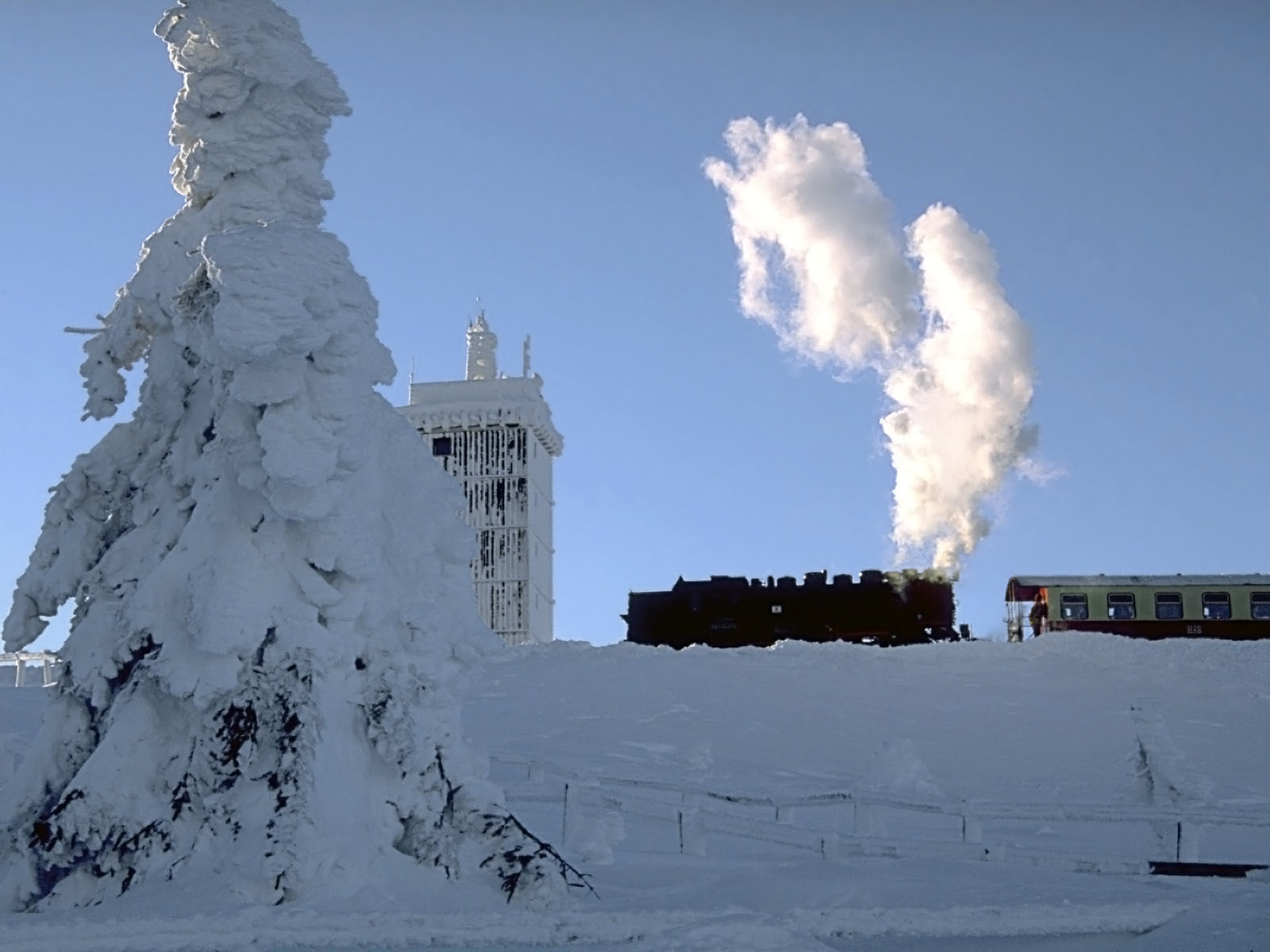
A Brockenbahn

1899. március 27-én újabb jelentős fejlődés, hogy megnyitották a Brockerbahn kisvasutat, ezáltal sokak számára elérhetővé tették a környéket. A keskeny nyomtávú (1000 mm) vonal a maga 1125 méter magasságú végállomásával egyike Németország legmagasabb vasúti állomásának.
1935-ben került telepítésre az első tévétorony a tetőre, egyelőre csak mobil jelleggel. Szintén ebben az évben épült fel a világon először egy ilyen jellegű létesítmény hegytetőre. Két évvel később, 1937-ben Wurmberggel, Achtermann-nal és az Acker-Bruchberg-Graddal együtt a Brocken is természetvédelmi területté vált.
A ma is működő meteorológiai állomást 1939-ben állították üzembe. A második világháború legvégén, 1945. április 17-én USA légiereje bombázta a Brockenhotelt, ami meg is semmisült a támadás során. Egészen 1945 áprilisától 1947-ig a Brocken amerikai megszállás alatt állt, csak utána adták át a szovjeteknek. A Jaltai konferencia értelmében a terület és környéke a szovjet megszállási zónába, vagyis a később megalakult NDK területére került. A hotel romjait csak 1949-ben távolították el, robbantással. A terület ezután 1959-ig részlegesen nyitva volt a turisták előtt, természetesen csak belépési engedéllyel. Az engedélyek kiadása ekkoriban még meglehetősen nagyvonalúan történt. 1961 augusztusától, majdnem összhangban a berlini fal felépítésével a terület közvetlen határtérséggé vált az NSZK és az NDK, vagyis a keleti és nyugati blokk, más néven a NATO és a Varsói Szerződés tagállamai között. Ezért katonai területnek nyilvánították és lezárták a nyilvánosság elől. A csúcsot és környékén nagyarányú katonai építkezések zajlottak. Ebben döntő szerepet játszott a hegy stratégiai mivolta, valamint az, hogy innen szinte egész Észak-Németországra „rálátni”. Ezekben az időkben a 7. határőrző század állomásozott itt, akiket a Brockenbahn végállomásán, a Brockenbahnhofban szállásolták el. 1987-re még a Brockenre tartó vasúti teherforgalom is megszűnt a sínek katasztrofális állapota miatt.
Egészen a német újraegyesítésig jelentős megfigyelő- és kémtevékenység zajlott a területen, mind a keletnémet, mind a szovjet állambiztonsági szervek részéről. Több lehallgató- és radarállomást is telepítettek a hegyre. Az objektumok fedővene „Jenyiszej” és „Urian” volt. 1990 után a határőrépítményeket és megfigyelőadókat lépésenként lebontották. Az utolsó orosz katona csak 1994. március 30-án hagyta el a területet. A hegy csúcsát több millió márka értékben tisztították meg.

## Épületek a csúcson

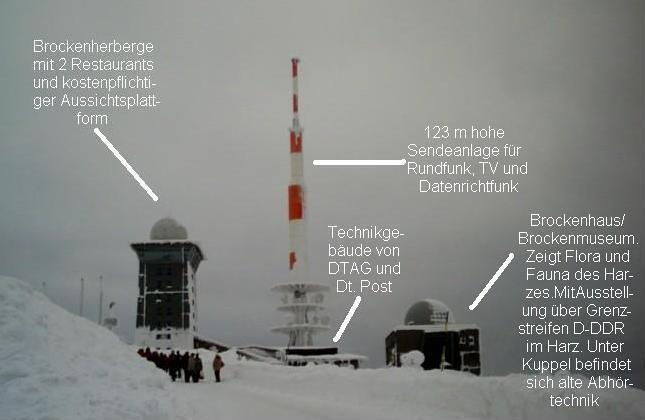
Épületek magyarázatokkal

### Adótornyok
Már a 30-as évek óta állnak itt különböző televíziós és rádiós adótornyok és átjátszóállomások, valamint kilátótornyok.

### Meteorológiai állomás
1895 óta működik a csúcson meteorológiai mérőállomás. Mivel a Brockennek különleges éghajlati adottságai vannak, ezért igen gyakoriak a hirtelen és extrém változások, amik eléggé foglalkoztatják a meteorológusokat.

## Turizmus

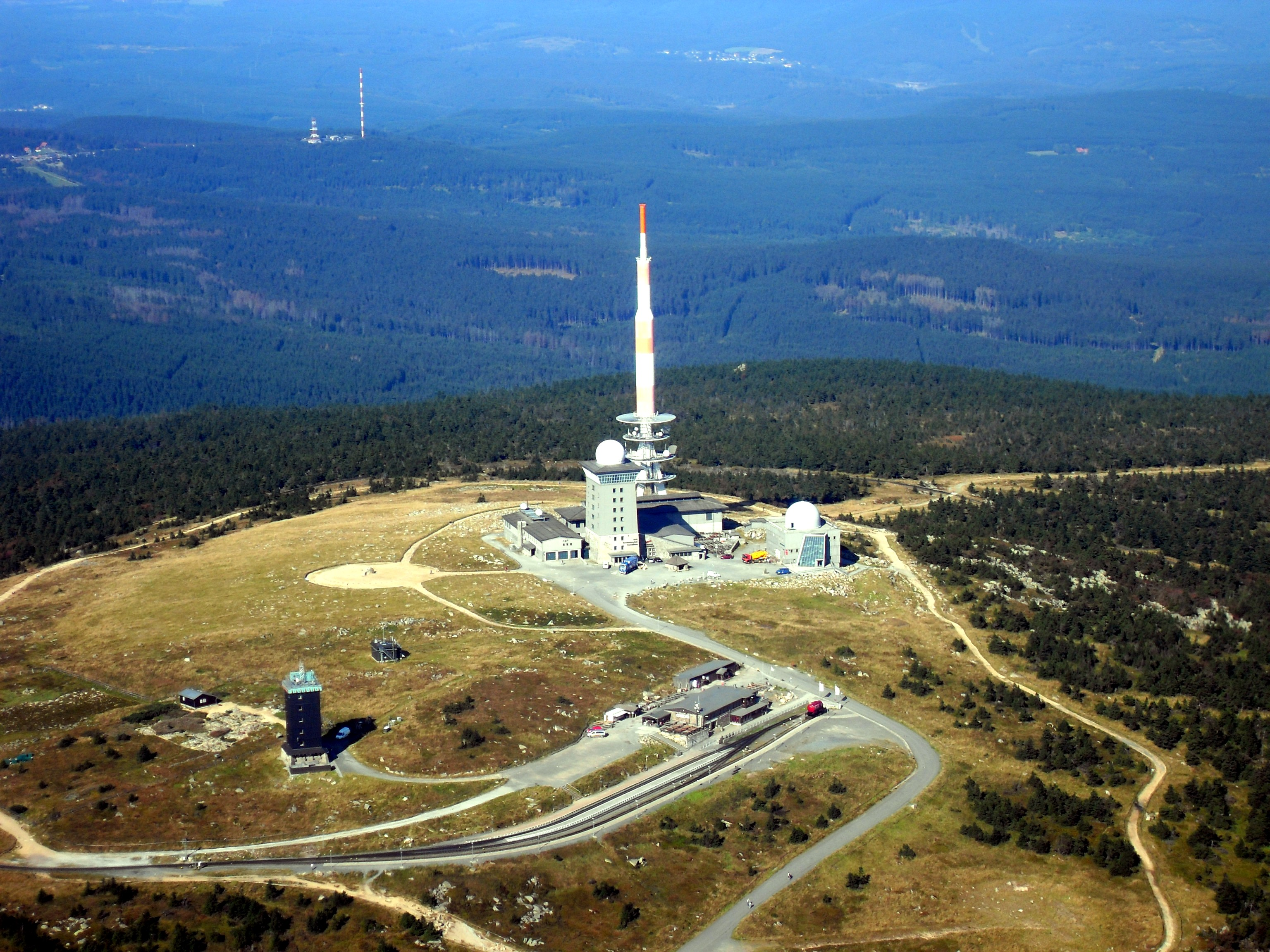
Légifelvétel a Brockenről

Manapság már ismét üzemel a keskeny nyomközű vasút a Harzban, így ismét kedvelt kirándulóhellyé vált. A Brockenbahn összeköti Wernigerode-t, Drei-Annen-Hohne-t, és Schierke-t a Brockennel. Magára a csúcsa a Drei-Annen-Hohne-tól lehet feljutni, mintegy 600 méteres szintkülönbséget győz le a főleg gőzmozdonyok által húzott szerelvény. Mivel már Goethe is megmászta a csúcsot, ezért a nevét viseli a Goetheweg, vagyis a Goethe-út. Ez az útvonal a Torfhaustól vezet fel a csúcsra, kerékpárosok is használhatják. A tetőn találjuk a Brockenhaust, amely bemutatja a hegy és a Brockengarten történetét. Itt találjuk még a hotelt, és a vendéglőket is.
Schierketől vezet egy aszfaltozott út is a csúcsra, azonban az a személygépkocsi-forgalomtól el van zárva, csak a nemzeti park, vagy a fenntartó járművei, illetve kerékpárosok haladhatnak rajta.

## Sport
Mivel védett terület, ezért az aktív sportok közül csak az megengedett, amelyik nem befolyásolja a környezetet. Ez a Brocken esetében főleg a futóversenyeket jelenti, amelyből három is felvezet a Brockenre. Az ilsenburgi futóverseny, amely 26 km hosszú, ebből 12 km emelkedés, már az 1920-as évek óta megrendezik. A másik újabb, a Brocken-Marathon, amely keresztezi a Harzot, és a célja Wernigerode. Mindkét versenyen a völgyből indulnak a futók, majd felfutnak a Brockenre és vissza. A  versenyzőknek meg kell küzdeniük a kb. 20%-os emelkedéssel éppúgy, mint a erdőhatárt elérve a nagyon felerősödő széllel. Az átlagosan 1000 résztvevőből csak 50 tudja nagy átlagban gyaloglás, vagy szünet nélkül megtenni a távot. 2004 óta rendeznek egy ultramaratoni futást is, amely Göttingenből indul és a cél ugyancsak a hegytető.

## Az irodalomban
- Goethe Faustjában a Brocken a boszorkányszombat színhelye
- Heinrich Heine a Die Harzreise című könyvében számol be túráiról és éjszakázásáról a Brockenhotelban. 1824-ben írta a vendégkönyvbe Heide egy mászás után a következő sorokat: „Viele Steine, müde Beine, Aussicht keine, Heinrich Heine.” (magyarul: Sok kő, fáradt lábak, kilátás semmi. Heinrich Heine.)
- Heinrich Pröhle gyüjtött meséket, legendákat, mondásokat a hegyről
- Dietmar Schultke írt „Keiner kommt durch – Die Geschichte der innerdeutschen Grenze und Berliner Mauer“ (magyarul: „Senki nem megy át - A belnémet határ és a berlini fal története” című művet abból az időből, amikor itt szolgált, mint keletnémet határőrkatona[4]

## Fordítás
- Ez a szócikk részben vagy egészben  a   Brocken című német Wikipédia-szócikk ezen változatának fordításán alapul.  Az eredeti cikk szerkesztőit annak laptörténete sorolja fel. Ez a jelzés csupán a megfogalmazás eredetét és a szerzői jogokat jelzi, nem szolgál a cikkben szereplő információk forrásmegjelöléseként.